# Steve Chabot

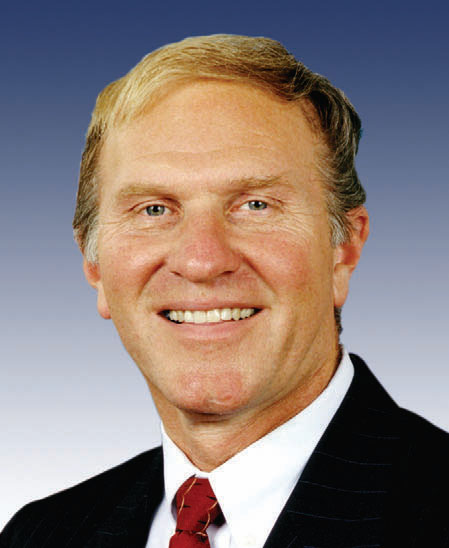
Steve Chabot

Steven "Steve" Chabot, född 22 januari 1953 i Cincinnati, Ohio, är en amerikansk republikansk politiker. Han representerade delstaten Ohios första distrikt i USA:s representanthus 1995-2009.
Chabot gick i skola i LaSalle High School i Cincinnati. Han avlade 1975 sin grundexamen i historia vid The College of William & Mary och 1978 sin juristexamen vid Northern Kentucky University. Han arbetade sedan som advokat i Ohio.
Chabot besegrade sittande kongressledamoten David S. Mann i kongressvalet 1994. Han omvaldes sex gånger. Han var en av representanthusets åklagare när USA:s president Bill Clinton 1998 ställdes inför riksrätt på grund av Lewinsky-affären. Presidenten friades 1999. Chabot profilerade sig i kongressen som motståndare till internetpoker och han röstade emot stamcellsforskning. Han uppträdde 2002 tillsammans med John Boehner i försvar av intelligent design.
Chabot besegrades knappt av demokraten Steve Driehaus i kongressvalet i USA 2008.